# اچ‌ام‌سی‌اس هلال (آر۱۶)
اچ‌ام‌سی‌اس هلال (آر۱۶) (به انگلیسی: HMCS Crescent (R16)) یک کشتی بود که طول آن ۳۲۶٫۷ فوت (۹۹٫۶ متر) بود. این کشتی در سال ۱۹۴۴ ساخته شد.